# 512
Năm 512 là một năm trong lịch Julius.